# Sindangresmi (Jampang Tengah)
Sindangresmi is een bestuurslaag in het regentschap Sukabumi van de provincie West-Java, Indonesië. Sindangresmi telt 6201 inwoners (volkstelling 2010).